# Marc Recha
Marc Recha (L'Hospitalet de Llobregat, 18 de outubro de 1970 é um cineasta e roteirista espanhol.